# Haditha
Haditha (árabe:حديثة, al-Haditha) es una ciudad iraquí en la provincia de Al Anbar, a 240 km al noreste de Bagdad. Con una población de 90.000 habitantes la principal actividad económica es la agricultura.
Haditha destaca en la guerra contra Dáesh por haber sido una de las pocas ciudades que se han mantenido bajo el control del gobierno iraquí tras los ataques e intentos fallidos del grupo yihadista.

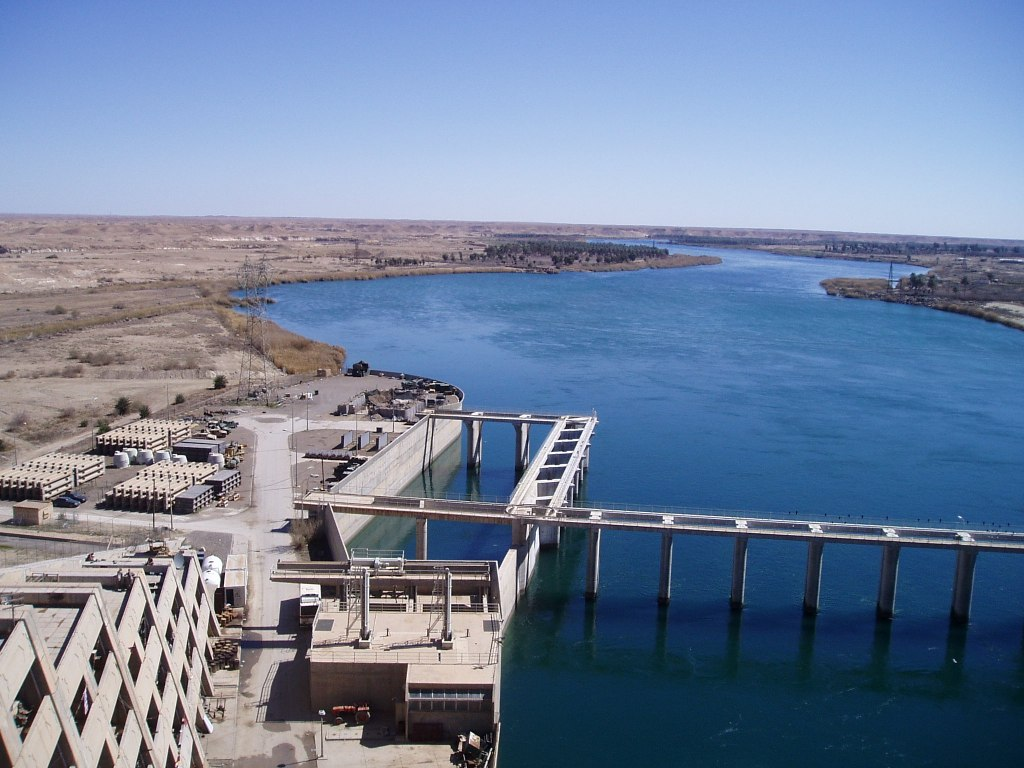
Presa de Haditha.